# Utricularia simulans
Utricularia simulans este o specie de plante carnivore din genul Utricularia, familia Lentibulariaceae, ordinul Lamiales, descrisă de Pilger. Conform Catalogue of Life specia Utricularia simulans nu are subspecii cunoscute.